# Элиц, Язин
Язин Элиц (нем. Yasin Ehliz; род. 30 декабря 1992, Бад-Тёльц, Бавария) — немецкий хоккеист, нападающий клуба «Ред Булл Мюнхен». Игрок сборной Германии по хоккею с шайбой, серебряный призёр Олимпийских игр 2018 года.

## Биография
Родился в немецком городе Бад-Тёльц в 1992 году, имеет турецкое происхождение. Воспитанник местной хоккейной школы, выступал за команду города в юношеском чемпионате Германии. В сезоне 2009/10 выходил на лёд в третьей лиге Германии за бад-тёльцскую команду «Тёльцер Лёвен». В следующем сезоне дебютировла в высшей немецкой хоккейной лиге за команду «Айс Тайгерс» из Нюрнберга.
На 2017 год провёл за команду 7 сезонов, сыграл 328 матчей, забросил 78 шайб и отдал 143 голевые передачи. В 2012 году в составе «Тёльцер Лёвен» стал также победителем третьей лиги Германии.
В 2009 году выступал за сборную Германии на Мировом кубке вызова. В 2010 году в составе юниорской сборной Германии стал победителем первого дивизиона чемпионата мира по хоккею с шайбой среди игроков младше 18 лет. В 2014 году впервые сыграл за основную национальную сборную Германии на первенстве планеты.